# Halt and Catch Fire (série télévisée)
Cet article concerne la série télévisée. Pour l'instruction en langage informatique, voir Halt and Catch Fire.
Halt and Catch Fire est une série télévisée américaine en quarante épisodes de 42 minutes créée par Christopher Cantwell et Christopher C. Rogers, diffusée entre le 1er juin 2014 et le 14 octobre 2017 sur AMC.
Le titre est une inside joke utilisée dans le domaine de l'informatique : il fait référence à la ligne de code « Halt and Catch Fire », une instruction en langage machine légendaire prétendument en développement chez IBM qui ferait surchauffer les composants jusqu'à ce qu'ils prennent feu. La phrase fait partie d'un certain nombre d'instructions humoristiques utilisées par les programmeurs informatiques depuis les années 1960.
En France, la série est diffusée depuis le 19 novembre 2014 sur Canal+ Séries. Elle reste inédite dans les autres pays francophones.

## Synopsis
La première saison de la série se déroule au début des années 1980 à Dallas, et dépeint la mise en place des ordinateurs personnels (PC) et du marché informatique destiné aux particuliers, opposant une petite entreprise texane fictive, Cardiff Electric, à la multinationale, cette fois bien réelle, IBM, créatrice de l'IBM PC.
Portée par la vision de l'énigmatique Joe MacMillan, un ancien vendeur d'IBM, qui constitue une équipe, l'entreprise se lance dans la production d'un ordinateur personnel portable deux fois plus rapide et plus petit que ce qui existe sur le marché...
Par la suite, et au fil des épisodes et des saisons, les protagonistes affrontent les différentes révolutions technologiques, qui, au tournant des années 1980-1990, vont transformer l'ordinateur personnel, dépassant sa vocation utilitaire originelle, en un engin multitâche, de plus en plus compact et rapide, explorant les débuts de l'interconnexion grâce à la mise en place de l'internet, les débuts de la  numérisation, du rendu vidéo en couleurs, etc.

## Fiche technique
- Titre : Halt and Catch Fire
- Réalisation : Juan José Campanella (pilote)
- Scénario : Christopher Cantwell et Christopher C. Rogers
- Production : Christopher Cantwell, Christopher C. Rogers, Jonathan Lisco, Mark Johnson, Melissa Bernstein
- Pays d'origine : États-Unis
- Chaîne d'origine : AMC
- Langue originale : anglais
- Durée des épisodes : 42 minutes

## Distribution

### Acteurs principaux
- Lee Pace (VFB : Pierre Lognay) : Joe MacMillan
- Scoot McNairy (VFB : Alexandre Crépet) : Gordon Clark
- Mackenzie Davis (VF : Séverine Cayron (saisons 1 et 3-4); Sophie Frison (saison 2)) : Cameron Howe
- Kerry Bishé (VFB : Mélanie Dermont) : Donna Clark
- Toby Huss (VFB : Benoît Van Dorslaer) : John Bosworth
- Aleksa Palladino (VFB : Marcha Van Boven) : Sara Wheeler (saison 2)

### Acteurs récurrents
- Randall P. Havens (VFB : David Manet) : Stan (saison 1)
- August Emerson (VFB : Gauthier de Fauconval) : Malcolm « Lev » Levitan (saison 1)
- Alana Cavanaugh puis Susanna Skaggs (VFB : Laetitia Liénart) : Haley Clark (saison 1)
- Morgan Hinkleman (VFB : Nancy Philippot) : Joanie Clark (saison 1)
- James Cromwell (VFB : Jean-Michel Vovk) : Jacob Wheeler (saison 2)
- Mark O'Brien (VFB : Antoni Lo Presti) : Tom Rendon (saison 2)
- Skylar Astin (VFB : Bruno Mullenaerts) : Jessie Evans (saison 2)
- Scott Michael Foster : Hunt Whitmarsh
- Graham Beckel : Nathan Cardiff
- John Getz : Joe MacMillan, Sr.
- Annette O'Toole : Susan Emerson (saisons 1 et 2)
- Mike Pniewski : Barry Shields
- Mark O'Brien : Tom Rendon (saison 2)
- Annabeth Gish (VFB : Nathalie Hugo) : Diane Gould (saisons 3 et 4)
- Manish Dayal (VFB : Maxime Van Santfoort) : Ryan Ray (saison 3)
- Matthew Lillard (VFB : Franck Dacquin) : Ken Diebold (saison 3)
- Gabriel Manak : Arki (saisons 2 et 3)
- Charlie Bodin (VFB : Maxime Van Santfoort) : Trip Kisker III (saison 4)
- Anna Chlumsky (VFB : Marcha Van Boven) : Katie Herman (saison 4)

- Version française
  - Société de doublage : Chinkel Studio[4]
  - Direction artistique : Aurélien Ringelheim[4]
  - Mixage : Jonathan Leriche[4]
  - Enregistrement : Fabrizio De Patre[4]
  - Montage : Laurent Lepaumier[4]
  - Adaptation des dialogues : Christian Niemiec, Ludovic Manchette & Sébastien Manchette[4]

Source VF : Doublage Série Database

## Développement
AMC a commandé le pilote en novembre 2012 et la production a débuté en avril 2013 à Atlanta, Géorgie. En juillet 2013, AMC commande une saison entière de dix épisodes. La série est créée par les scénaristes Christopher Cantwell et Christopher C. Rogers alors que Jonathan Lisco est nommé showrunner.
Le pilote a été diffusé au festival South by Southwest le 8 mars 2014 et a été mis en ligne le 19 mai sur le Tumblr d'AMC, avant sa diffusion à la télévision le 1er juin. C'est la première série télévisée à être présentée sur un site Tumblr.

## Épisodes

### Première saison (2014)
1. I/O (I/O)
2. Peur, incertitude et doute (FUD)
3. L'Ordi des hautes plaines (High Plains Hardware)
4. CTM (Close to the Metal)
5. Adventure (Adventure)
6. Le Cyclone (Landfall)
7. Giant (Giant)
8. Hacker (The 214s)
9. Viva Las Vegas (Up Helly Aa)
10. 1984 (1984)

### Deuxième saison (2015)
Le 20 août 2014, la série a été renouvelée pour une deuxième saison diffusée depuis le 31 mai 2015 aux États-Unis et depuis le 2 juin 2015 en France sur Canal+ Séries.
1. SETI (SETI)
2. Sous influence (New Coke)
3. La Solution (The Way In)
4. Petits jeux entre amis (Play with Friends)
5. Secrets (Extract and Defend)
6. 10Broad36 (10Broad36)
7. Travailler pour l'ennemi (Working for the Clampdown)
8. Jeux de dupes (Limbo)
9. Virus (Kali)
10. Nouveau départ (Heaven Is a Place)

### Troisième saison (2016)
Le 8 octobre 2015, la série a été renouvelée pour une troisième saison diffusée depuis le 23 août 2016 aux États-Unis et depuis le 24 août 2016 en France sur Canal+ Séries.
1. La Vallée des délices (Valley of the Heart's Delight)
2. D'une manière ou d'une autre (One Way or Another)
3. Appuyer sur le bouton (Flipping the Switch)
4. Esprit d'équipe (Rules of Honorable Play)
5. Yerba Buena (Yerba Buena)
6. Dérapage (And She Was)
7. Le Seuil (The Threshold)
8. Vous n'êtes pas protégés (You Are Not Safe)
9. Jeu de Nim (NIM)
10. NeXT (NeXT)

### Quatrième saison (2017)
Le 10 octobre 2016, la série a été renouvelée pour une quatrième et dernière saison, diffusée à partir du 19 août 2017.
1. Ainsi va la vie (So It Goes)
2. Rapport signal/bruit (Signal to Noise)
3. Divers et variés (Miscellaneous)
4. Tonya et Nancy (Tonya and Nancy)
5. L'homme de nulle part (Nowhere Man)
6. Connexion établie (A Connection Is Made)
7. Qui a besoin d'un mec (Who Needs a Guy)
8. Bonnes œuvres (Goodwill)
9. Recherche (Search)
10. Alea Jacta Est (Ten of Swords)

## Accueil
La série a reçu un accueil globalement positif. La première saison affiche un score de 69 sur 100 sur Metacritic et Rotten Tomatoes rapporte 79 % de critiques positives, lui valant le label « Certified Fresh » et le consensus suivant : « Halt and Catch Fire est un period drama rafraîchissant et bien joué, et il représente de façon convaincante un passé pas si éloigné. » Halt and Catch Fire est aussi comparée à Mad Men, ou même Profit, notamment pour son portrait d'une époque historique moderne décisive de l'histoire américaine (les années 1960 pour Mad Men ; les années 1980 pour Halt and Catch Fire),,,. La deuxième saison affiche un score de 73 sur Metacritic et 94 % sur Rotten Tomatoes dont le consensus note l'importance donnée aux têtes d'affiche féminines. La profondeur des personnages et la complexité de leurs relations qui se construisent au fil des saisons sont appréciées des critiques qui attribuent pour la quatrième et dernière saison un score de 100 % pour Rotten Tomatoes et 90 % pour Metacritic ,,.
Aux États-Unis, l'audience moyenne de la première saison fut de 760 000 téléspectateurs par épisode lors des premières diffusions avec 1,2 million de téléspectateurs pour le pilote. Le pilote de la deuxième saison a drainé 660 000 téléspectateurs tandis que la moyenne par épisode s'établit à 520 000. L'audience moyenne de la quatrième saison est de 340 000 téléspectateurs.

## Univers de la série

### Réalité historique
Halt and Catch Fire n’est pas une série qui relate l’histoire d’une société informatique ayant existé mais elle colle à la réalité historique dans ses détails comme l’explique Christopher Cantwell, l’un des scénaristes : « Nos héros sont des gens qui auraient pu exister dans les failles de l'histoire informatique des années 1980. Ils ont affaire à des individus et à des entreprises bien réels, comme IBM ou Apple, mais ils représentent la face cachée de cette révolution, ces petites entreprises qui ont très tôt pris des risques, fait avancer la recherche, avant de disparaître dans les recoins de l'histoire. ». Ainsi Gordon et Donna Clark font écho à Gary et Dorothy Kildall qui inventent le système d’exploitation CP/M en 1974 et dont le système MS-DOS de Microsoft s'inspire grandement.
- La saison 1 (qui se déroule en 1983-1984[31]) s’inspire notamment de la création de la société Compaq qui lance en 1982 le premier ordinateur portable compatible IBM PC. Les ingénieurs de Compaq font à cette époque de la rétroingénierie en désassemblant le BIOS d’IBM pour en faire réécrire une version compatible par des personnes n’ayant jamais vu le BIOS d’IBM afin de ne pas violer les droits d’auteur[32]. Ce processus est montré de façon simplifiée dans Halt and Catch Fire avec Gordon Clark qui désassemble le code du BIOS et Cameron Howe qui récrit le BIOS sans que les deux personnages n’en discutent entre eux.

- La saison 2 (qui se déroule en 1985[29]) s’intéresse au marché du jeu vidéo au moment où il subit un crash en Amérique du Nord en 1983-1985, résultat de la concurrence acharnée à laquelle se livrent différents acteurs du marché dont Atari[29]. Les jeux multijoueur en ligne tels que ceux créés par Mutiny dans Halt and Catch Fire, la société de Cameron Howe, sont l’une des réponses à cette crise. La série montre aussi l’utilisation balbutiante des tchats, les premières messageries instantanées, qui ne décollent véritablement qu’avec la création en 1988 d’IRC, un protocole ouvert de messagerie instantanée. De même pour les logiciels antivirus évoqués dans l'épisode final de la saison 2 et qui ne font leur apparition qu'à partir de 1987.

- La saison 3, qui se déroule en 1986 pour ses huit premiers épisodes, introduit la possibilité de vente en ligne d’objets, une sorte d’eBay qui ne sera créée qu’en 1995[33]. Le paiement en ligne par carte de crédit y est envisagé, le premier protocole cryptographique de ce genre datant en effet de 1987. Les deux derniers épisodes, qui se déroulent en 1990, abordent la naissance du World Wide Web basé sur l’utilisation du langage hypertexte HTML, inventé au CERN en 1989, du protocole de transfert hypertexte http et de TCP/IP. Le premier navigateur commercial, Mosaic, sera développé à partir de 1992[34].

- La saison 4 qui se déroule en 1994 voit l'affrontement de deux approches de l'indexation du web naissant avec Comet versus Rover[35]. Il fait référence à la bataille livrée par Yahoo!, qui proposait une indexation manuelle du web, contre AltaVista dans les années 90 puis Google dans les années 2000, des moteurs de recherche basés sur des algorithmes. Dans les années 90, la bataille n'est pas encore tranchée. Dans la série, Comet doit s'effacer — non devant Rover — mais devant son concurrent à la technologie similaire — Yahoo! — quand le navigateur phare de l'époque, Netscape, intègre directement un bouton vers ce dernier.